# Newes from Scotland

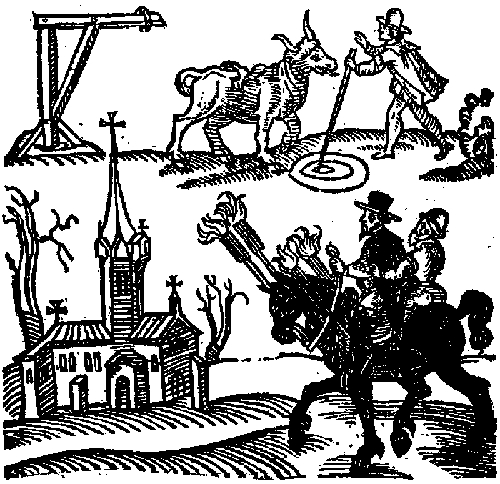
Le docteur Fian, tirée de Daemonologie de Jacques VI (1597)

Newes from Scotland - declaring the damnable life and death of Dr. John Fian est un pamphlet écrit par Jacques VI d'Écosse et Ier d'Angleterre, paru en 1591 et réimprimé en 1597 dans Daemonologie.
Il décrit le procès des sorcières de North Berwick, dont les confessions de John Fian (en), Agnes Sampson et Gelis Duncan.
Des copies originales sont conservées à l'université de Glasgow et à la bibliothèque Bodléienne de l'université d'Oxford.

### Sources
- Study of Newes from Scotland